# 인천하늘고등학교
인천하늘고등학교(仁川하늘高等學校)는 대한민국 인천광역시 중구 운서동에 있는 자율형 사립 고등학교이다.

## 학교 연혁
- 2009년 12월 : 인천하늘교육재단 설립
- 2010년 11월 : 학교 설립 인가
- 2011년 : 개교, 입학식(190명), 초대 강석윤 교장 취임
- 2011년 10월 : 학교시설건립 완공식
- 2014년 2월 : 제1회 졸업식(185명)
- 2015년 3월 : 제2대 김일형 교장 취임
- 2016년 2월 : 제3회 졸업식(217명)
- 2016년 3월 : 제6회 입학식(227명)

## 참고 자료
- 인천하늘고등학교 - 한국교육학술정보원 학교알리미